# Save the Children SPEED LIVE 2003
『Save the Children SPEED LIVE 2003』（セーブ・ザ・チルドレン・スピード・ライブ 2003）は、日本の歌手グループであるSPEEDが、2003年に行った4度目のライブツアー、またそのライブの模様を収録した4枚目のライブDVDである。本項ではその両方について記述する。

## Save the Children SPEED LIVE 2003（ライブツアー）

### 日程・開催地
| 公演数 | 開催日         | 会場                     | 備考              |
| ------ | -------------- | ------------------------ | ----------------- |
| 01     | 2003年9月27日  | さいたまスーパーアリーナ | 追加公演          |
| 02     | 2003年9月30日  | 大阪城ホール             | 途中終了          |
| 02     | 2003年10月1日  | 大阪城ホール             |                   |
| 03     | 2003年10月2日  | 大阪城ホール             |                   |
| 04     | 2003年10月7日  | 広島厚生年金会館         |                   |
| 05     | 2003年10月8日  | 広島厚生年金会館         |                   |
| 06     | 2003年10月11日 | 福岡国際センター         |                   |
| 07     | 2003年10月12日 | 福岡国際センター         |                   |
| 08     | 2003年10月13日 | 福岡国際センター         | 追加公演          |
| 09     | 2003年10月15日 | 大阪城ホール             | 9月30日の代替公演 |
| 10     | 2003年10月20日 | 名古屋レインボーホール   |                   |
| 11     | 2003年10月21日 | 名古屋レインボーホール   |                   |
| 12     | 2003年10月28日 | 石川厚生年金会館         |                   |
| 13     | 2003年10月29日 | 石川厚生年金会館         |                   |
| 14     | 2003年11月1日  | 仙台サンプラザ           |                   |
| 15     | 2003年11月2日  | 仙台サンプラザ           |                   |
| 16     | 2003年11月4日  | 日本武道館               |                   |
| 17     | 2003年11月5日  | 日本武道館               |                   |
| 18     | 2003年11月12日 | 横浜アリーナ             | 追加公演          |
| 19     | 2003年11月13日 | 横浜アリーナ             | 追加公演          |

### 概要
- セーブ・ザ・チルドレン・ジャパンの活動に参加するために約2年ぶり2度目の再結成を行い、メッセンジャーとして発足した『Save the Children 一緒に、始めよう。プロジェクト』の一環として行なわれたツアーで、約12万人を動員した。
- 一夜限りの復活ライブ『淡路夢舞台スーパーフラワーライブ2001『ONE MORE DREAM』』以来約2年ぶりの単独ライブであり、全国ツアーとしては1999年に行なった解散ドームツアー『SPEED DOME TOUR 1999 REAL LIFE』以来約4年ぶりとなった。
- 初めて日本武道館での公演も行った。
- このライブツアーの模様が収録された4枚目のライブDVD『Save the Children SPEED LIVE 2003』（後述）が2003年12月25日に発売された。また、2004年2月11日にはこのライブツアーの音源が収録された2枚目のライブアルバム『BEST HITS LIVE〜Save The Children SPEED LIVE 2003〜』が発売された。

### セットリスト
（全22曲・大阪公演からは23曲・最終日は24曲）
| ※：変更箇所                                                                      |
| ○：ライブDVD『Save the Children SPEED LIVE 2003』未収録曲                        |
| ●：ライブアルバム『BEST HITS LIVE〜Save The Children SPEED LIVE 2003〜』未収録曲 |
| □：単独ライブ初披露曲（ソロの楽曲は除く）                                        |

### 参加メンバー
バンド
- 水島康貴：キーボード
- 江口信夫：ドラム
- 梶原順：ギター
- 羽田一郎：ギター
- 青木智仁：ベース
- 竹上良成：サックス
- 中村雅人：コーラス
- 仁科かおり：コーラス

ダンサー
- YASUHITO ITO
- YUTAKA TAKESUE
- TAKASHI KOBAYASHI
- RYOMA SAITO
- HIRONOBU TAKASE

### 出来事
- 9月30日の大阪公演ではステージの花火がスピーカーに引火し煙が出て公演が途中で中止になり、10月15日に代替公演を行った。

## Save the Children SPEED LIVE 2003（ライブDVD）

### 概要
- 2003年12月25日にSONIC GROOVEより発売された。
- 2003年に期間限定で再結成したSPEEDのライブツアーの様子を収録している。メンバーのhiro、今井絵理子、上原多香子、HITOEのソロも収録されている。ボーナストラックとして「Be My Love」と「Walking in the rain」の2曲のプロモーションビデオが収録されている。
- 映像は大阪公演と神奈川公演がミックスされたものが使用されている。

### 曲目リスト
- Be My Love
- Go! Go! Heaven
- STEADY
- ALL MY TRUE LOVE
- 愛が泣いてる(hiroソロ)
- I Remember(Unplugged)
- Carry On my way(Unplugged)
- my graduation(Unplugged)
- Butterfly(今井絵理子ソロ)
- ALIVE
- Deep Blue & Truth
- I Got You(HITOEソロ）
- Walking in the rain
- Long Way Home
- Stars to shine again
- Kiss you 情熱(上原多香子ソロ)
- Too Young
- Body & Soul
- White Love
- Breakin' out to the morning
- Wake Me Up!
- 熱帯夜
- Happy Together
- Be My Love [PV] (BONUS TRACK)
- Walking in the rain [PV] (BONUS TRACK)

### 商品規格
- オリジナル盤:AVBD-16045 ￥6,090(2003年12月25日発売)
- 再発盤①:AVBD-16062 ￥2,980(2005年3月24日発売/期間限定生産/廃盤)
  - avexのライブDVD廉価再発キャンペーンの1タイトルとして発売
- 再発盤②:AQBD-50570 ￥2,000(2010年11月30日発売/期間限定生産)
  - サービスエリアや一部通販サイト限定での取扱商品